# Stanley Sadie
Stanley Sadie (født 30. oktober 1930, død 21. marts 2005) var en ledende britisk musikolog, musikkritiker, redaktør og journalist. Han var redaktør for den sjette udgave af Grove Dictionary of Music and Musicians som blev publiceret i 1980.
Sadie blev uddannet ved St Paul's School, London, og senere ved Gonville and Caius College, Cambridge, hvor han studerede musik under ledelse af professor Thurston Dart. Efter endt uddannelse fra Cambridge, underviste han ved Trinity College of Music, London (1957-1965). Sadie begyndte derefter indenfor journalistikken og blev musikkritiker for magasinet The Times (1964-1981), og han har bidraget med anbefalinger til Financial Times siden 1981, da han måtte forlade sin stilling, og The Times på grund af hans forpligtelser som forfatter og på grund af andre akademiske arbejder. Han var redaktør af The Musical Times mellem 1967 og 1987. 
Fra 1970 var Sadie redaktør af det som var planlagt til at blive den sjette udgave af Grove Dictionary of Music and Musician (1980). Han var præsident i Royal Musical Association (1989-1994), af the International Musicological Society (1992-1997) og af forstanderskabet af Holst Birthplace Museum i Cheltenham. 
Sadie døde i sit eget hjem i Cossington, Somerset, den 21. marts 2005 af amyotrofisk lateral sklerose (Lou Gehrig's sygdom). Han havde fået denne diagnose blot nogle få uger tidligere. Han var 75 år gammel, da han døde. Sadie giftede sig to gange. Hans første kone, Adele, som han havde to sønner og en datter sammen med, døde i 1978. Med hans anden kone, Julie Anne, som også var musikolog, havde han en søn og datter. 
I 1982 blev Sadie udnævnt til Kommandør af Order of the British Empire. Han modtog et æresdoktorat fra University of Leicester, og han blev valgt til æresmedlem af Royal College of Music og Gonville and Caius College, Cambridge.